# Sebastião de Castro e Lemos de Magalhães e Meneses
Sebastião de Castro e Lemos de Magalhães e Menezes (Paço da Torre de Figueiredo das Donas, 28 de Outubro de 1810- Casa do Côvo, Vila Chã de São Roque, 28 de Dezembro de 1869), moço-fidalgo da Casa Real, 1º conde do Côvo por D. Miguel (19.9.1853), representante dos Castros de Vila Nova de Cerveira por ser nela o seu solar (hoje o edifício da Biblioteca Municipal), 10.º senhor da Casa do Covo, no lugar de Bustelo, em Vila Chã de São Roque, Oliveira de Azeméis. Era igualmente proprietário da Casa da Gandarela, em Reboreda, Vila Nova de Cerveira, a Quinta da Agra, junto à Torre da Lapela, pertencente do vínculo dos Abreus que estava agregado ao dos Castros.
Restaurou a referida Casa do Côvo (1850), em que terá renovado a sua excelente biblioteca, e onde fez a capela de Nossa Senhora da Conceição (1862).
Foi grande financiador da causa miguelista, mau grado seu sogro que era pedrista.

## Dados genealógicos
Filho deː
- Gaspar Maria de Castro e Lemos de Menezes, 9.º senhor da Casa do Covo (em sucessão de seu irmão António de Castro e Lemos de Magalhães e Menezes, sem geração), fidalgo cavaleiro da Casa Real, Capitão da Infantaria.
- D. Isabel de Melo e Menezes Vilhena Castro e Vasconcelos, da Casa de Figueiredo das Donas.[9]

Casou 1.ª vez comː
- D. Cândida de Leite Pimentel Pinto de Souza. Sem geração.

Casou  2.ª vez, em 2 de Setembro de 1846, na capela da quinta da Boavista, no Porto, comː
- D. Emília Maria Antónia Pamplona de Sousa Holstein ou D. Emília Maria Pamplona Carneiro Rangel Veloso Barreto de Figueiroa (19 de outubro de 1821 - 31 de outubro de 1856),[10] filha de Manuel Pamplona Carneiro Rangel Veloso Barreto de Miranda e Figueiroa, 1º visconde de Beire[11].

Desse segundo casamento tiveram quatro filhos e quatro filhasː
- Gaspar Maria de Castro e Lemos de Magalhães e Menezes (8 de Junho de 1847 - 1912), 2.º conde do Côvo por D. Luiz (4.5.1882), casado a 20 de Janeiro de 1869 com D. Sofia Adelaide Ferreira Alves (10 de Abril de 1853 - 16 de Agosto de 1916), filha de António Dias Ferreira, abastado capitalista. Sem geração.[12]
- Manuel Maria de Castro e Lemos Magalhães e Meneses (17 de Dezembro de 1849) casado a 15 de Agosto de 1877 com  D. Mariana Gonçalves Zarco da Câmara (22 de Maio de 1858) filha de D. Francisco de Sales Gonçalves Zarco da Câmara, 1.º marquês da Ribeira Grande, 8.º conde da Ribeira Grande, e de sua mulher D. Maria da Assunção de Bragança (Lafões).[13]
- Maria Helena de Castro e Lemos Magalhães e Menezes mulher do segundo casamento de D. José Maria Gonçalves Zarco da Câmara, 9.º conde da Ribeira Grande.[3]
- Maria Isabel de Castro e Lemos Magalhães e Meneses, casada em 19 de Novembro de 1874, capela da Casa do Covo, com Manuel Domingos Xavier Francisco Eugénio Pio Teles da Gama, 1.º conde de Cascais.[2][14].
- António Maria de Castro e Lemos (11 de Agosto de 1851 - 1880). Sem geração.
- Ana de Jesus Maria de Castro e Lemos (18 de Novembro de 1854 - 3 de Janeiro de 1918) casada a 20 de Janeiro de 1882 com Arnaldo de Novais Guedes Rebelo, general de artilharia, comendador de Avis, comendador de Mérito Militar e Naval de Espanha, filho de Luís Januário Guedes Rebelo e de sua mulher D. Maria Rita de Novais.[12]
- José de Jesus Maria de Castro e Lemos (1 de Outubro de 1855 - 3 de Junho de 1880) casado a 24 de Setembro de 1879 com D. Emília Pinto de Melo Stockler, filha de António de Melo Cardoso Stockler e de Maria Joana Pinto de Mendonça Arrais. Sem geração.
- Maria da Conceição de Castro e Lemos (12 de outubro de 1856 - 17 de Junho de 1925) casada em 4 de Junho de 1877 com D. João de Alarcão Velasques Sarmento Osório, fidalgo cavaleiro da Casa Real, Par do Reino, do conselho de Sua Majestade Fidelíssima, bacharel formado em Direito, governador civil de Lisboa, Funchal e Guarda, ministra da Justiça, das Obras Públicas e Negócios Estrangeiros, Reitor da Universidade de Coimbra, senhor da Casa do Espinhal, filho primogénito de D. José de Alarcão Correia da Fonseca Andrade e Vasconcelos, fidalgo cavaleiro da Casa Real e sua mulher D. Maria do Ó Cabral Pereira Forjaz de Menezes, da Casa das Lágrimas, em Coimbra. Sem geração.[13]